# Parc Nacional de Kootenay
El parc nacional de Kootenay està ubicat al sud-est de la Columbia Britànica, al Canadà. Kootenay és un dels quatre parcs de muntanya contigus a les Muntanyes Rocoses del Canadà, sent els altres tres el Parc Nacional de Banff, a l'est, el Parc Nacional de Yoho, al nord, i el Parc Nacional de Jasper, que no comparteix frontera amb el parc nacional de Kootenay. Inicialment anomenat «Parc Domini de Kootenay», el parc va ser creat el 1920 com a part d'un acord entre la província de la Columbia Britànica i el govern federal canadenc. Forma part del conjunt natural denominat Parc de les Muntanyes Rocoses Canadenques que va ser declarat Patrimoni de la Humanitat per la UNESCO el 1984.
El parc té una superfície de 1.406 km². Inclou parts de les serralades de Kootenay i Park, el riu Kootenay i la totalitat del riu Vermilion. Mentre que el riu Vermilion es troba completament dins del parc, el riu Kootenay té la seva capçalera just fora del límit del parc, flueix a través del parc cap a la fossa de les Muntanyes Rocalloses i finalment s'uneix al riu Columbia. L'altitud del parc oscil·la entre els 918 m a l'entrada sud-oest i els 3.424 m al pic Deltaform.
Tot i que el parc està obert tot l'any, la temporada turística més gran forta és de juny a setembre. La majoria dels campaments estan oberts des de principis de maig fins a finals de setembre, mentre que a l'hivern només es pot acampar el càmping Dolly Varden.